# Kombat

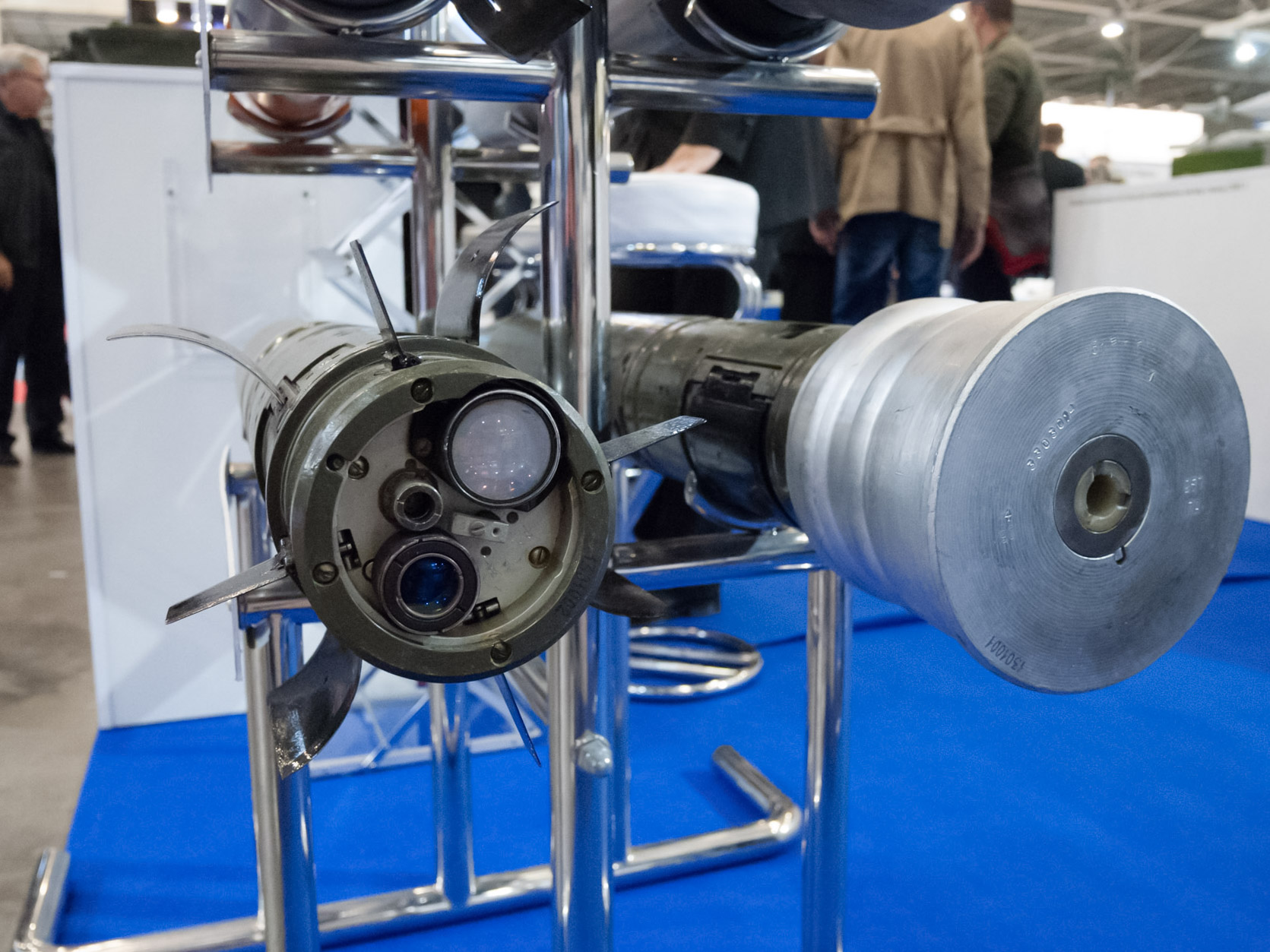
A Kombat páncéltörő rakéta hátsó része. Jól láthatók a vezetősugarat érzékelő szenzorok

A Kombat (ukránul: Комбат) ukrán gyártmányú, 125 mm-es sima csövű lövegből indítható, félautomata vezetősugaras önirányítású páncéltörő rakéta, melyet 2006-ban rendszeresítettek az Ukrán Fegyveres Erőknél. Ukrajnán kívül még a grúz hadsereg használja.

## Története
A rakétát a kijevi Lucs tervezőiroda fejlesztette ki a 2000-es évek elején. Sorozatgyártása a szintén kijevi Artem vállalatnál folyik több más ukrán cég közreműködésével. 2006-ban rendszeresítették az Ukrán Fegyveres Erőknél. A rakétát az ukrán hadsereg T–64BM Bulat, T–80UD, Oplot–M harckocsijainál, a T–72-es különféle változatainál, valamint a 2A45M Szprut–B vontatott páncéltörő ágyúnál alkalmazzák. Először 2007-ben a MAKSZ–2007 kiállításon mutatták be külföldön. Grúzia 2007-ben vásárolt 400 darabot, majd 2009-ben még további rakétákat vett.

## Harcászati és műszaki jellemzői
Félautomata, lézeres vezetősugaras irányítású rakéta. A rakéta a repülésének első szakaszán vezetősugaras irányítású. Ekkor az indító jármű a lézersugárral nem közvetlenül a célt sugározza be, hanem a rakéta a célt elkerülő vezetősugár mentén egy magasabb, közelítő pályán halad. A repülési pálya végén, közvetlenül a cél előtt, a rakéta becsapódása előtt 0,3 másodperccel világítják meg lézersugárral a célt. Ez az irányítási mód lehetővé teszi, hogy a cél ne észlelje a lézersugarat a rakétaindítást követően, és a rövid besugárzás alatt már ne tudjon kitérő manővereket tenni. A rakéta hatásos alkalmazásához az indító jármű legfeljebb 30 km/h-s, a cél legfeljebb 70 km/h-s sebességgel mozoghat.
A rakéta kettős, tandem elrendezésű kumulatív harci résszel rendelkezik. Az első töltet feladata, hogy a páncéltest előtt elhelyezkedő akadályokat (kötényezés, fémrács, aktív páncélvédelem) leküzdje. Ezután indul a főtöltet, amelynek feladata a páncélzat átütése.

## Rendszeresítő országok
- Ukrajna – 2006-ban rendszeresítették az Ukrán Fegyveres Erőknél. 2005-ig 50 db rakétát vásárolt a hadsereg.
- Grúzia – 400 db-t vásárolt Grúzia 2008-ban, majd 2009-ben további rakétákat szerzett be.